# Franciszkanie Niepokalanej
Franciszkanie Niepokalanej (łac. Congregatio Fratrum Franciscanorum Immaculatae, siglum FFI) – katolicki instytut zakonny na prawie papieskim powstały w 1970 r. jako zreformowana gałąź franciszkanów konwentualnych.

## Historia
Założycielami zgromadzenia jest dwóch włoskich franciszkanów: Stefano Maria Manelli i Gabriele Maria Pellettieri, główną zaś inspiracją - dekret II soboru watykańskiego Perfectae Caritatis, traktujący o odnowie życia zakonnego. Dokument ten wzywał członków instytutów życia konsekrowanego do powrotu do źródeł danego instytutu i odnowienia charyzmatu założyciela. Drugim ważnym elementem dekretu jest wezwanie do aggiornamento - odnalezienia się we współczesnych czasach. Ojcowie założyciele od 1965 r. poświęcili się rozeznawaniu, modlitwie i studiach nad charyzmatem franciszkańskim. Szczególną uwagę zwrócili wówczas na św. Maksymiliana Marię Kolbego. W 1970 r. generał zakonu udzielił zgody na odnowiony sposób życia franciszkańskiego w klasztorze w Frigento. Wspólnota szybko rozrastała się. W 1990 r. franciszkanie Niepokalanej otrzymali zatwierdzenie na prawie biskupim, a w 1998 r. na prawie papieskim.
W 1982 r. powstała gałąź żeńska Franciszkanki Niepokalanej, również potwierdzona w 1998 r. przez papieża Jana Pawła II. Analogicznie istnieją również tercjarze Niepokalanej.

## Zwyczaje
Członkowie tych dwóch zgromadzeń składają czwarty ślub – maryjny – obok czystości, ubóstwa i posłuszeństwa. Zobowiązuje on braci i siostry do życia na wzór Maryi. Podobne zobowiązanie składali franciszkanie konwentualni związani ze św. Maksymilianem, lecz tylko jako ślub prywatny.
Bracia noszą habit i kaptur tego samego kroju, co franciszkanie konwentualni, w kolorze szaro-niebieskim. Zamiast tradycyjnego franciszkańskiego pozdrowienia: Pax et Bonum (z języka łacińskiego Pokój i Dobro) używa się: Ave Maria (z języka łacińskiego Zdrowaś Maryjo).

## Aktualna sytuacja
Obecnie wspólnota franciszkanów Niepokalanej liczy sobie 305 braci oraz 120 postulantów. Siedziba władz znajduje się w Frigento, we Włoszech. Jedna z placówek (zakon żeński) funkcjonuje w Warszawie.

## Interwencja papieska
Szybki rozwój wspólnoty oraz używanie nadzwyczajnej formy rytu rzymskiego wzbudziły uwagę Stolicy Świętej. Papież Franciszek zalecił w 2013 zbadanie sprawy Kongregacji ds. Instytutów Życia Konsekrowanego. Na komisarza apostolskiego został mianowany Fidenzio Volpi OFMCap. 11 lipca 2013 Papież Franciszek zabronił celebrowania mszy w nadzwyczajnej formie rytu rzymskiego. Nowym przełożonym został o. Alfonso Bruno. Założyciela zgromadzenia i dotychczasowego przełożonego, o. Stefano Manellego odizolowano od zakonników. Zamknięto rzymskie seminarium duchowne należące do Franciszkanów Niepokalanej. Przez rok zakazano wyświęcania w zgromadzeniu diakonów i prezbiterów.